# Digg
Digg là một trang tổng hợp tin tức với trang nhất được quản lý, nhằm mục đích chọn các câu chuyện dành riêng cho khán giả Internet như khoa học, xu hướng các vấn đề chính trị và các vấn đề Internet lan truyền. Nó được ra mắt dưới dạng hiện tại vào ngày 31 tháng 7 năm 2012, với sự hỗ trợ chia sẻ nội dung lên các nền tảng xã hội khác như Twitter và Facebook.
Nó trước đây đã từng là một trang web tin tức xã hội phổ biến, cho phép mọi người bỏ phiếu nội dung web lên hoặc xuống, được gọi là đào và chôn tương ứng. Vào năm 2012, Quantcast ước tính số lượt truy cập hàng tháng tại Hoa Kỳ của Digg là 3,8 triệu. Sự phổ biến của Digg đã thúc đẩy việc tạo ra các trang web mạng xã hội tương tự với các hệ thống gửi và bỏ phiếu câu chuyện như Reddit.
Vào tháng 7 năm 2008, công ty cũ đã tham gia vào các cuộc đàm phán mua lại nâng cao với Google với mức giá 200 triệu đô la được báo cáo, nhưng cuối cùng thỏa thuận đã thất bại. Sau khi thiết kế lại năm 2010 gây tranh cãi và sự ra đi của hai nhà đồng sáng lập Jay Adelson và Kevin Rose, vào tháng 7 năm 2012, Digg đã được bán thành ba phần: thương hiệu Digg, trang web và công nghệ đã được bán cho Betaworks với giá ước tính 500.000 đô la; 15 nhân viên đã được chuyển giao cho "SocialCode" của The Washington Post  với giá 12 triệu USD; và một bộ bằng sáng chế đã được bán cho LinkedIn với giá khoảng 4 triệu USD.
Digg đã được mua bởi BuySellAds, một công ty quảng cáo, với số tiền không được tiết lộ vào tháng 4 năm 2018.